# Capul Palmas

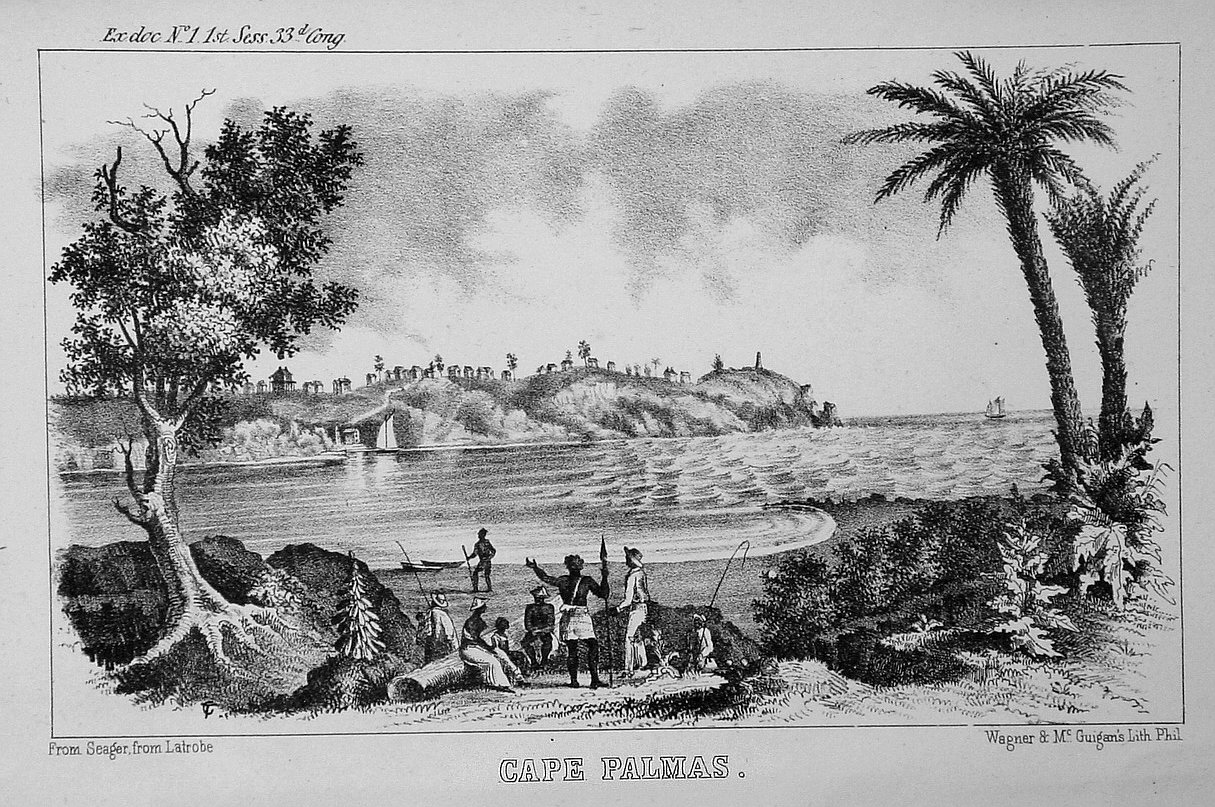
Imagine din Capul Palmas din 1853

Capul Palmas este un cap geografic pe coasta Africană în extremul sud-est din jumătatea nordică a continentului, care se găsește la o latitudine de 4,375 (4 ° 22 '34 "N) și longitudine -7,7169444 (7 ° 43' 1" v). Capul propriu zis este o mică peninsulă legată de continent printr-un istm de nisip. Imediat spre vest peninsula este estuarul râului Hoffman.